# Toxopidae
Toxopidae Hickman, 1940 è una famiglia di ragni appartenente all'ordine Araneae.

## Distribuzione
Le 82 specie della famiglia sono distribuite in Nuova Zelanda, Australia e gruppi di isole limitrofe.

## Tassonomia
In base ad approfondite analisi filogenetiche effettuate nel corposo lavoro di Wheeler et al., del 2017, una decina di generi appartenenti alle Desidae (Gasparia, Gohia, Hapona, Hulua, Laestrygones, Lamina, Myro, Neomyro, Ommatauxesis, Otagoa e Toxops) e la sottofamiglia Midgeeinae appartenente alla famiglia Amaurobiidae e comprendente 2 generi (Midgee e Jamara) hanno costituito una famiglia a sé, con l'attuale denominazione.
Nello stesso lavoro si è provveduto anche a distinguere i generi in due sottofamiglie:
- - Toxopinae, comprendente Hapona, Jamara, Laestrygones, Lamina, Midgee, Toxops e Toxopsoides.
  - Myroinae, comprendente Gasparia, Gohia, Hulua, Neomyro, Myro, Ommatauxesis e Otagoa.

Attualmente, a dicembre 2020, si compone di 14 generi e 82 specie:
1. Gasparia Marples, 1956 - Nuova Zelanda
2. Gohia Dalmas, 1917 - Nuova Zelanda
3. Hapona Forster, 1970 - Nuova Zelanda
4. Hulua Forster & Wilton, 1973 - Nuova Zelanda
5. Jamara Davies, 1995 - Australia (Queensland)
6. Laestrygones Urquhart, 1895 - Nuova Zelanda, Australia (Tasmania)
7. Lamina Forster, 1970 - Nuova Zelanda
8. Midgee Davies, 1995 - Australia (Queensland, Nuovo Galles del Sud)
9. Myro O. Pickard-Cambridge, 1876 - Australia (Tasmania), Nuova Zelanda, isola Crozet, isole Macquarie, isole Kerguelen, isola Marion
10. Neomyro Forster & Wilton, 1973 - Nuova Zelanda
11. Ommatauxensis Simon, 1903 - Australia (Tasmania)
12. Otagoa Forster, 1970 - Nuova Zelanda
13. Toxops Hickman, 1940 - Australia (Tasmania)
14. Toxopsoides Forster & Wilton, 1973 - Australia (Nuovo Galles del Sud, Queensland), Nuova Zelanda